# Bogdan Chipirliu
Remus Bogdan Chipirliu (sinh ngày 21 tháng 7 năm 1992 ở Galați) là một cầu thủ bóng đá người România thi đấu cho Astra Giurgiu ở vị trí tiền đạo.

## Thống kê sự nghiệp

### Câu lạc bộ
| Câu lạc bộ                    | Mùa giải            | Giải vô địch | Giải vô địch | Cúp     | Cúp       | Cúp Liên đoàn | Cúp Liên đoàn | Châu Âu | Châu Âu   | Khác    | Khác      | Tổng cộng | Tổng cộng | Tổng cộng |
| Câu lạc bộ                    | Mùa giải            | Số trận      | Bàn thắng    | Số trận | Bàn thắng | Số trận       | Bàn thắng     | Số trận | Bàn thắng | Số trận | Bàn thắng | Số trận   | Bàn thắng |           |
| ----------------------------- | ------------------- | ------------ | ------------ | ------- | --------- | ------------- | ------------- | ------- | --------- | ------- | --------- | --------- | --------- | --------- |
| Oțelul Galați                 | 2012–13             | 2            | 0            | 0       | 0         | –             | –             | –       | –         | –       | –         | 2         | 0         |           |
| Oțelul Galați                 | 2013–14             | 0            | 0            | 0       | 0         | –             | –             | –       | –         | –       | –         | 0         | 0         |           |
| Oțelul Galați                 | 2015–16             | 13           | 1            | 0       | 0         | –             | –             | –       | –         | –       | –         | 13        | 1         |           |
| Tổng cộng                     | Tổng cộng           | 15           | 1            | 0       | 0         | –             | –             | –       | –         | –       | –         | 15        | 1         |           |
| Dunărea Galați (mượn)         | 2012–13             | 9            | 3            | –       | –         | –             | –             | –       | –         | –       | –         | 9         | 3         |           |
| Tổng cộng                     | Tổng cộng           | 9            | 3            | –       | –         | –             | –             | –       | –         | –       | –         | 9         | 3         |           |
| Fortuna Poiana Câmpina (mượn) | 2014–15             | 13           | 4            | 2       | 1         | –             | –             | –       | –         | –       | –         | 15        | 5         |           |
| Tổng cộng                     | Tổng cộng           | 13           | 4            | 2       | 1         | –             | –             | –       | –         | –       | –         | 15        | 5         |           |
| Juventus București            | 2016–17             | 28           | 31           | 0       | 0         | –             | –             | –       | –         | –       | –         | 28        | 31        |           |
| Tổng cộng                     | Tổng cộng           | 28           | 31           | 0       | 0         | –             | –             | –       | –         | –       | –         | 28        | 31        |           |
| Tổng cộng sự nghiệp           | Tổng cộng sự nghiệp | 65           | 39           | 2       | 1         | –             | –             | –       | –         | –       | –         | 67        | 40        |           |

Thống kê chính xác đến trận đấu diễn ra ngày 28 tháng 5 năm 2017